# Charles Spencer King
Charles Spencer “Spen” King (26 de março de 1925 — 26 de junho de 2010) foi um engenheiro mecânico britânico. Foi uma pessoa significativa da Rover Company e, após a sua aquisição, da British Leyland Motor Corporation.
Após sair da escola em 1942, foi aprendiz na Rolls-Royce. Em 1945 foi para a Rover, dirigida por seus tios Maurice Wilks e Spencer Wilks, trabalhando inicialmente nos protótipos experimentais JET1 e T3 com turbina a gás. Em 1959 tornou-se engenheiro chefe de novos projetos de veículos, sendo conhecido por sua liderança das equipes que desenvolveram a série Rover P6, introduzida com o modelo 2000 em 1963, e o de grande sucesso Range Rover, lançado em junho de 1970.
Quando a Rover foi adquirida pela Leyland Motors que depois tornou-se a British Leyland (BL), também liderou equipes responsáveis pelos modelos Triumph TR6, Triumph Stag e Triumph TR7, bem como pelo projeto inovativo do Triumph Dolomite Sprint com 16 válvulas.
Spen King saiu da companhia em 1985.
Spen King e seu ex-colega da Rover Arthur Goddard compartilharam seus pontos de vista sobre a indústria automotiva em 2010. A transcrição de suas discussões foi publicada no livro 'They Found Our Engineer' em 2011.